# Yeom Ki-hun
Yeom Ki-hun, född 30 mars 1983 i Haenam-gun, Sydkorea, är en sydkoreansk fotbollsspelare som sedan 2010 spelar för den sydkoreanska klubben Suwon Samsung Bluewings och Sydkoreas landslag.